# لژیون (مجموعه تلویزیونی)
لژیون (انگلیسی: Legion) یک مجموعهٔ تلویزیون کابلی آمریکایی است که نوآ هاولی برای شبکه اف‌ایکس ساخته است و براساس یکی از شخصیت‌های مارول کامیکس به نام دیوید هالر / لژیون نوشته شده است. این مجموعه، به سری فیلم‌های مردان ایکس ارتباط دارد.
دیوید هالر با بازی دن استیونز، جهش‌یافته‌ای است که در کودکی به اسکیزوفرنی مبتلا شده است. از دیگر بازیگران این مجموعه می‌توان به ریچل کلر، آبری پلازا، بیل اروین، امبر میدتاندر، کیتی اسلتون و جین اسمارت اشاره کرد.
اولین فصل این سریال به تعداد هشت قسمت در ۸ فوریه ۲۰۱۷ پخش شد و مورد تحسین قرار گرفت. فصل دوم آن نیز در ۱۱ قسمت از آوریل تا ژوئن ۲۰۱۸ منتشر شد، و همچنین مجموعه برای فصل سوم و آخر نیز تمدید شد، که به تعداد هشت قسمت در ۲۴ ژوئن ۲۰۱۹ به نمایش در آمد.

## داستان
یک مرد جوان به نام دیوید هالر (دن استیونز) که مبتلا به اختلال اسکیزوفرنی است، قدرت‌هایی شگفت‌انگیز را در وجود خود کشف می‌کند که برای همیشه زندگی‌اش را تغییر می‌دهد و...

## بازیگران و شخصیت‌ها
- دن استیونز در نقش دیوید هالر / لژیون
- ریچل کلر در نقش سیدنی «سید» بارت
- آبری پلازا در نقش لنور «لنی» باسکر و اماهل فاروق / شاه سایه (فصل ۱)
- بیل اروین در نقش کری لودرمیلک
- جرمی هریس[۲] در نقش تونومی والاس
- امبر میدتاندر در نقش کری لودرمیلک
- کیتی اسلتون در نقش ایمی هالر (فصل ۱؛ فصل ۲ تکراری)
- جین اسمارت در نقش ملانی برد (فصل ۱–۲؛ فصل ۳ مهمان ویژه)
- نوید نگهبان در نقش اماهل فاروق / شاه سایه (فصل ۲–۳)
- جامین کلمنت در نقش اولیور برد (فصل ۲؛ فصل ۱ تکراری؛ فصل ۳ مهمان ویژه)
- همیش لینکلیتر در نقش کلارک دبیوسی (فصل ۲–۳؛ فصل ۱ تکراری)
- لورن سای[۳] در نقش جا-یی / سوئیچ (فصل ۳)

## قسمت‌ها
| فصل | قسمت‌ها | قسمت‌ها | تاریخ اصلی روی آنتن رفتن | تاریخ اصلی روی آنتن رفتن |
| فصل | قسمت‌ها | قسمت‌ها | اولین بار                | آخرین بار                |
| --- | ------ | ------ | ------------------------ | ------------------------ |
| ۱   | ۸      | ۸      | ۸ فوریه ۲۰۱۷             | ۲۹ مارس ۲۰۱۷             |
| ۲   | ۱۱     | ۱۱     | ۳ آوریل ۲۰۱۸             | ۱۲ ژوئن ۲۰۱۸             |
| ۳   | ۸      | ۸      | ۲۴ ژوئن ۲۰۱۹             | ۱۲ اوت ۲۰۱۹              |

### فصل ۱ (۲۰۱۷)
| شم. کلی | شم. در فصل | عنوان   | کارگردان          | نویسنده           | تاریخ انتشار اصلی | کد تولید | آمریکا تعداد بیننده (میلیون) |
| ------- | ---------- | ------- | ----------------- | ----------------- | ----------------- | -------- | ---------------------------- |
| ۱       | ۱          | «بخش ۱» | نوآ هاولی         | نوآ هاولی         | ۸ فوریه ۲۰۱۷      | XLN01001 | ۱٫۶۲۲                        |
| ۲       | ۲          | «بخش ۲» | Michael Uppendahl | نوآ هاولی         | ۱۵ فوریه ۲۰۱۷     | XLN01002 | ۱٫۱۳۳                        |
| ۳       | ۳          | «بخش ۳» | Michael Uppendahl | Peter Calloway    | ۲۲ فوریه ۲۰۱۷     | XLN01003 | ۱٫۰۴۳                        |
| ۴       | ۴          | «بخش ۴» | لاریسا کندراکی    | Nathaniel Halpern | ۱ مارس ۲۰۱۷       | XLN01004 | ۰٫۷۵۰                        |
| ۵       | ۵          | «بخش ۵» | Tim Mielants      | Peter Calloway    | ۸ مارس ۲۰۱۷       | XLN01005 | ۰٫۷۹۵                        |
| ۶       | ۶          | «بخش ۶» | هیرو مورای        | Nathaniel Halpern | ۱۵ مارس ۲۰۱۷      | XLN01006 | ۰٫۷۳۲                        |
| ۷       | ۷          | «بخش ۷» | دنی گوردن         | Jennifer Yale     | ۲۲ مارس ۲۰۱۷      | XLN01007 | ۰٫۷۱۶                        |
| ۸       | ۸          | «بخش ۸» | Michael Uppendahl | نوآ هاولی         | ۲۹ مارس ۲۰۱۷      | XLN01008 | ۰٫۸۱۲                        |

### فصل ۲ (۲۰۱۸)
| شم. کلی | شم. در فصل | عنوان    | کارگردان          | نویسنده                       | تاریخ انتشار اصلی | کد تولید | آمریکا تعداد بیننده (میلیون) |
| ------- | ---------- | -------- | ----------------- | ----------------------------- | ----------------- | -------- | ---------------------------- |
| ۹       | ۱          | «بخش ۹»  | Tim Mielants      | نوآ هاولی و Nathaniel Halpern | ۳ آوریل ۲۰۱۸      | XLN02001 | ۰٫۶۶۹                        |
| ۱۰      | ۲          | «بخش ۱۰» | آنا لیلی امیرپور  | نوآ هاولی و Nathaniel Halpern | ۱۰ آوریل ۲۰۱۸     | XLN02002 | ۰٫۴۳۹                        |
| ۱۱      | ۳          | «بخش ۱۱» | Sarah Adina Smith | نوآ هاولی و Nathaniel Halpern | ۱۷ آوریل ۲۰۱۸     | XLN02003 | ۰٫۳۸۰                        |
| ۱۲      | ۴          | «بخش ۱۲» | الن کوراس         | نوآ هاولی و Nathaniel Halpern | ۲۴ آوریل ۲۰۱۸     | XLN02004 | ۰٫۴۳۴                        |
| ۱۳      | ۵          | «بخش ۱۳» | Tim Mielants      | نوآ هاولی و Nathaniel Halpern | ۱ مه ۲۰۱۸         | XLN02005 | ۰٫۴۵۶                        |
| ۱۴      | ۶          | «بخش ۱۴» | John Cameron      | نوآ هاولی                     | ۸ مه ۲۰۱۸         | XLN02007 | ۰٫۳۵۳                        |
| ۱۵      | ۷          | «بخش ۱۵» | چارلی مک‌داول      | نوآ هاولی و Nathaniel Halpern | ۱۵ مه ۲۰۱۸        | XLN02006 | ۰٫۴۵۱                        |
| ۱۶      | ۸          | «بخش ۱۶» | Jeremy Webb       | نوآ هاولی و Jordan Crair      | ۲۲ مه ۲۰۱۸        | XLN02008 | ۰٫۴۰۹                        |
| ۱۷      | ۹          | «بخش ۱۷» | نوآ هاولی         | نوآ هاولی و Nathaniel Halpern | ۲۹ مه ۲۰۱۸        | XLN02011 | ۰٫۳۶۲                        |
| ۱۸      | ۱۰         | «بخش ۱۸» | دانا گونزالس      | نوآ هاولی و Nathaniel Halpern | ۵ ژوئن ۲۰۱۸       | XLN02009 | ۰٫۴۶۷                        |
| ۱۹      | ۱۱         | «بخش ۱۹» | کیث گوردن         | نوآ هاولی                     | ۱۲ ژوئن ۲۰۱۸      | XLN02010 | ۰٫۳۱۵                        |

### فصل ۳ (۲۰۱۹)
| شم. کلی | شم. در فصل | عنوان    | کارگردان                 | نویسنده                                  | تاریخ انتشار اصلی | کد تولید | آمریکا تعداد بیننده (میلیون) |
| ------- | ---------- | -------- | ------------------------ | ---------------------------------------- | ----------------- | -------- | ---------------------------- |
| ۲۰      | ۱          | «بخش ۲۰» | اندرو استنتون            | نوآ هاولی و Nathaniel Halpern            | ۲۴ ژوئن ۲۰۱۹      | XLN03001 | ۰٫۳۷۷                        |
| ۲۱      | ۲          | «بخش ۲۱» | Carlos López Estrada     | نوآ هاولی و Olivia Dufault و Kate Thulin | ۱ ژوئیه ۲۰۱۹      | XLN03002 | ۰٫۳۸۱                        |
| ۲۲      | ۳          | «بخش ۲۲» | John Cameron             | Nathaniel Halpern                        | ۸ ژوئیه ۲۰۱۹      | XLN03003 | ۰٫۳۷۰                        |
| ۲۳      | ۴          | «بخش ۲۳» | دنیل کوان                | Olivia Dufault and Charles Yu            | ۱۵ ژوئیه ۲۰۱۹     | XLN03004 | ۰٫۲۷۷                        |
| ۲۴      | ۵          | «بخش ۲۴» | Arkasha Stevenson        | Olivia Dufault and Ben H. Winters        | ۲۲ ژوئیه ۲۰۱۹     | XLN03005 | ۰٫۲۸۸                        |
| ۲۵      | ۶          | «بخش ۲۵» | John Cameron             | نوآ هاولی                                | ۲۹ ژوئیه ۲۰۱۹     | XLN03006 | ۰٫۳۳۲                        |
| ۲۶      | ۷          | «بخش ۲۶» | دانا گونزالس             | نوآ هاولی و Olivia Dufault               | ۵ اوت ۲۰۱۹        | XLN03007 | ۰٫۲۸۸                        |
| ۲۷      | ۸          | «بخش ۲۷» | نوآ هاولی و John Cameron | نوآ هاولی و Olivia Dufault               | ۱۲ اوت ۲۰۱۹       | XLN03008 | ۰٫۳۶۵                        |